# Setina brunnea
Setina brunnea är en fjärilsart som beskrevs av Vorbrodt 1914. Setina brunnea ingår i släktet Setina och familjen björnspinnare. Inga underarter finns listade i Catalogue of Life.